# Antakarana (langue)

Map of Malagasy language dialects

Pour les articles homonymes, voir Antakarana.
L'antakarana (ou antankarana, tankarana) est une langue malayo-polynésienne du groupe barito parlée par le peuple Antakarana dans le nord de Madagascar dans la région Diana entre les villes de Antsiranana, Ambilobe, Ambanja et Nosy-Be.

## Classification
L'antakarana fait partie de la branche malayo-polynésienne de la famille des langues austronésiennes. Plus précisément, il appartient aux langues barito sud-orientales, qui comprend le groupe malgache et plusieurs langues parlées sur l'île de Bornéo. Au sein de ce groupe, il appartient au sous-groupe malgache septentrional, qui comprend également le malgache betsimisaraka du Nord et le tsimihety.

## Écriture
L'alphabet utilisé est le même qu'en malgache, avec l’addition du n̈ pour la noter consonne nasale palatale voisée [ɲ]. Par conséquent, celui-ci ne comporte que 21 lettres, les lettres C, Q, U, W et X n'étant pas utilisées.